# Lycia
Genre
Lycia est un genre de lépidoptères (papillons) de la famille des Geometridae.

## Liste des espèces
Selon BioLib (31 janv. 2015) :
- Lycia Bouyahia (Charenton, 2004)
- Lycia alpina (Sulzer, 1776)
- Lycia florentina (Stefanelli, 1882)
- Lycia graecarius (Staudinger, 1861)
- Lycia hirtaria (Clerck, 1759) - Phalène hérissée
- Lycia isabellae (Harrison, 1914)
- Lycia lapponaria (Boisduval, 1840)
- Lycia pomonaria (Hübner, 1790) - Phalène pomone
- Lycia zonaria (Dennis & Schiffermüller, 1775)